# Färöische Fußballmeisterschaft
Die Färöische Fußballmeisterschaft wird in der 1. Liga der Männer im Fußball auf den Färöern ausgespielt. Gegründet wurde sie 1942 und hieß bis 1975 Meistaradeildin (deutsch Meisterliga), von 1976 bis 2004 1. Deild (deutsch: 1. Liga) und von 2005 bis 2008 Formuladeildin nach ihrem Hauptsponsor, dem färöischen IT-Unternehmen Formula. Von 2009 bis 2011 fungierte Vodafone als Namensgeber der Vodafonedeildin. Nach dem Ausstieg des Hauptsponsors wurde am 27. Februar 2012 das Energieunternehmen Effo als neuer Sponsor bekanntgegeben, so dass die Liga ab der Saison 2012 für die nächsten drei Jahre den Namen Effodeildin trägt. Am 15. Dezember 2017 wurde Betri Banki als neuer Sponsor vorgestellt, so dass die Liga seit der Saison 2018 den Namen Betrideildin trägt. Die Laufzeit gilt zunächst bis 2022.
Neben der Betrideildin gibt es die 1., 2. und 3. Deild (entspricht der 2., 3. und 4. Liga) sowie die 1. und 2. Deild der Frauen.

## Entwicklung

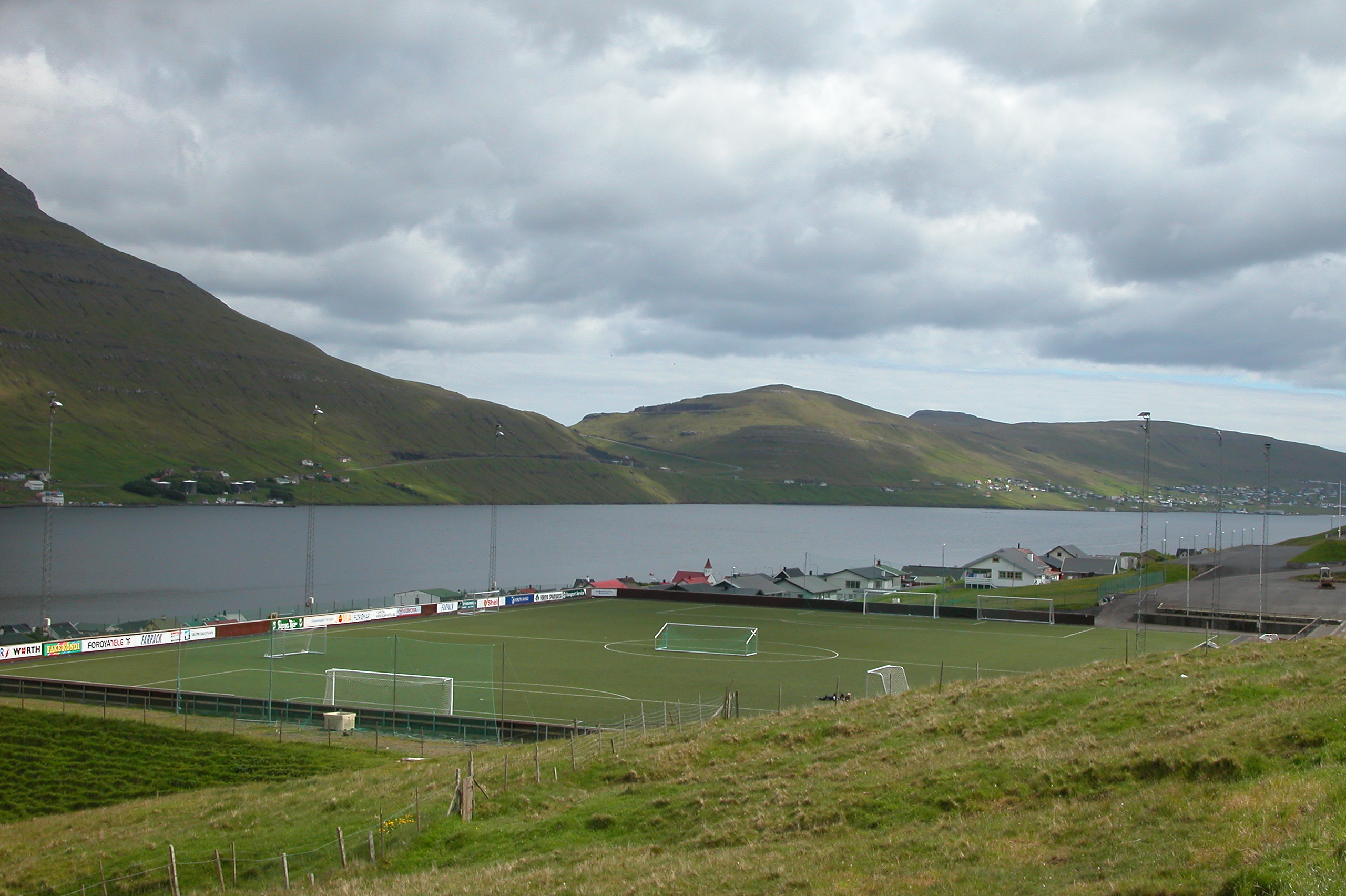
Der Heimplatz des Zweitligisten Skála ÍF in Skála

In der 1942 gegründeten Meistaradeildin wurde der Meister in den Anfangsjahren in Ausscheidungsspielen ermittelt, im Jahre 1943 spielte mit zwölf Mannschaften die Höchstzahl mit. Regelmäßige Teilnehmer waren B36 Tórshavn, HB Tórshavn, KÍ Klaksvík, MB Miðvágur, SÍF Sandavágur und TB Tvøroyri sowie ab 1943 SÍ Sørvágur und VB Vágur. Erst 1947 wurde eine geschlossene Amateurliga etabliert, an der bis auf TB Tvøroyri alle zuvor genannten Mannschaften teilnahmen. Hierbei spielte jedes Team jeweils einmal gegen jedes andere, der Auf- und Abstieg war in der Meistaradeildin noch nicht geregelt. 1948 nahmen MB Miðvágur, SÍF Sandavágur und SÍ Sørvágur nicht mehr am Spielbetrieb teil, bei der letztgenannten Mannschaft kam der Spielbetrieb aufgrund des in den Sommermonaten betriebenen Fischfangs fast zum Erliegen, weshalb regelmäßige Spiele nicht mehr gewährleistet werden konnten. Stattdessen nahmen die B-Mannschaften von B36 Tórshavn und HB Tórshavn teil, bei HB auch noch im Folgejahr. Ab 1949 war TB Tvøroyri wieder ständiges Mitglied der Liga, so dass ab 1950 fünf Mannschaften erstmals jeweils zweimal gegeneinander spielten, um den Meister zu ermitteln. Dieser Modus sowie die Ligazusammensetzung wurde bis 1970 weitestgehend aufrechterhalten. Ausnahme bildeten hierbei die Jahre 1951, 1953–55 sowie 1960–65, in denen VB Vágur nicht am Ligabetrieb teilnahm. 1964 gab es nach dem Rückzug von KÍ Klaksvík sogar nur drei Teilnehmer, die jeweils einmal gegeneinander antraten. Ab 1971 nahm erstmals ÍF Fuglafjørður teil, so dass in der Liga nun sechs Mannschaften um den Titel spielten.
Nachdem 1976 die 1. Deild mit sieben Mannschaften und einem festen Absteiger eingeführt wurde, wobei jede Mannschaft weiterhin jeweils zwei Mal gegen jede andere spielte, erfolgte drei Jahre später die Aufstockung auf acht Mannschaften. Deswegen gab es 1978 auch keinen Absteiger. 1988 wurde die nächste Erweiterung auf zehn Mannschaften mit danach zwei festen Absteigern vollzogen, weshalb der Abstieg im Jahr zuvor abermals ausgesetzt wurde. In der Saison 1991 konnten sich die Vereine über die Liga- und Pokalplatzierung erstmals für den Europapokal, welcher 1992/93 ausgespielt wurde, qualifizieren. 1995 wurde in der 1. Deild die Drei-Punkte-Regel eingeführt, zudem gab es ab dieser Saison ein Relegationsspiel des Neuntplatzierten gegen den Zweitplatzierten der 2. Deild. 2001 wurde bei Punktgleichheit der direkte Vergleich zwischen den beteiligten Mannschaften als erstes Entscheidungskriterium eingeführt, 2006 jedoch wieder abgeschafft. Seitdem gelten wie zuvor auch Tordifferenz sowie erzielte Tore als erste Kriterien. Ab 2005, zeitgleich mit der Umbenennung in Formuladeildin nach dem neuen Hauptsponsor, wurde die Anzahl der Ligaspiele auf 27 erhöht, so dass jede Mannschaft jeweils drei Mal gegen jede andere spielt. Bis 2016 trugen die fünf punktbesten Teams aus der Vorsaison 14 Heimspiele aus, die anderen Mannschaften 13. Im Jahr darauf wurde zudem das Relegationsspiel abgeschafft und es gibt seitdem erneut zwei feste Absteiger. 2009 erfolgte nach einem Wechsel des Hauptsponsors die Umbenennung in Vodafonedeildin. Die Namensrechte wurden vorerst für die nächsten drei Jahre vergeben. 2012 folgte nach dem Ausstieg von Vodafone die Umbenennung in Effodeildin ebenfalls für die nächsten drei Jahre. Seit 2018 heißt die Liga Betrideildin.
| Saison    | Mannschaften     | Modus               | Anzahl Spiele    | Abstiegsregelung                     |
| --------- | ---------------- | ------------------- | ---------------- | ------------------------------------ |
| 194200000 | 9                | Ausscheidungsspiele | 13               | –                                    |
| 194300000 | 12               | Ausscheidungsspiele | 17               | –                                    |
| 194400000 | keine Austragung | keine Austragung    | keine Austragung | keine Austragung                     |
| 194500000 | 7                | Ausscheidungsspiele | 10               | –                                    |
| 194600000 | 8                | Ausscheidungsspiele | 13               | –                                    |
| 194700000 | 7                | Halbrunde           | 21               | keine                                |
| 1948–1949 | 6                | Halbrunde           | 15               | keine                                |
| 195000000 | 5                | Einfachrunde        | 20               | keine                                |
| 195100000 | 4                | Einfachrunde        | 12               | keine                                |
| 195200000 | 5                | Einfachrunde        | 20               | keine                                |
| 1953–1955 | 4                | Einfachrunde        | 12               | keine                                |
| 1956–1959 | 5                | Einfachrunde        | 20               | keine                                |
| 1960–1963 | 4                | Einfachrunde        | 12               | keine                                |
| 196400000 | 04 1             | Einfachrunde        | 08 1             | keine                                |
| 196500000 | 4                | Einfachrunde        | 12               | keine                                |
| 1966–1970 | 5                | Einfachrunde        | 20               | keine                                |
| 1971–1975 | 6                | Einfachrunde        | 30               | keine                                |
| 1976–1977 | 7                | Einfachrunde        | 42               | 1 Absteiger                          |
| 197800000 | 7                | Einfachrunde        | 42               | 0 Absteiger                          |
| 1979–1986 | 8                | Einfachrunde        | 56               | 1 Absteiger                          |
| 198700000 | 8                | Einfachrunde        | 56               | 0 Absteiger                          |
| 1988–1994 | 10               | Einfachrunde        | 90               | 2 Absteiger                          |
| 1995–2004 | 10               | Einfachrunde        | 90               | 1 Absteiger, 1 Relegationsteilnehmer |
| 200500000 | 10               | 1,5fachrunde        | 135              | 1 Absteiger, 1 Relegationsteilnehmer |
| 2006–0000 | 10               | 1,5fachrunde        | 135              | 1–2 Absteiger                        |

### Aktueller Modus
In der Betrideildin spielt jede Mannschaft an 27 Spieltagen jeweils drei Mal gegen jede andere. Hierbei tragen seit 2016 fünf ausgeloste Teams 14 Heimspiele aus, die anderen Mannschaften 13. Die punktbeste Mannschaft zu Saisonende ist Meister dieser Liga, die letzte Mannschaft steigt in die 1. Deild ab. Sollte hierbei Punktgleichheit bestehen, wird zunächst nach der Tordifferenz und dann nach den erzielten Toren entschieden. Sofern danach immer noch Gleichstand vorherrscht, wird ein Entscheidungsspiel auf neutralem Platz ausgetragen. Der Neuntplatzierte muss zudem noch ein Relegationsspiel gegen die zweitbeste A-Mannschaft der 1. Deild um den Verbleib in der Betrideildin austragen. Aufgrund der Platzierung in der UEFA-Fünfjahreswertung ist der Meister für die erste Qualifikationsrunde zur Champions League sowie der Tabellenzweite und -dritte für die 1. Qualifikationsrunde zur UEFA Europa Conference League berechtigt. Zudem nimmt der Pokalsieger an der zweiten Qualifikationsrunde zur UEFA Conference League teil. Wird dieser zugleich färöischer Meister, nimmt stattdessen der Viertplatzierte an der Qualifikation zur UEFA Europa Conference teil.

### Gelbe und Rote Karten
Erhält ein Spieler im Laufe einer Saison fünf Gelbe Karten, erfolgt eine Sperre für das nächste Ligaspiel. Bei jeweils zwei weiteren Gelben Karten erfolgt erneut eine Sperre für die Liga. Sieht ein Spieler in einem Ligaspiel die Rote Karte, wird je nach Schwere des Vergehens eine Sperre für mindestens ein Pflichtspiel ausgesprochen. Hierbei spielt es keine Rolle, ob es sich bei der nächsten Begegnung um ein Liga- oder ein Pokalspiel handelt.

## Transferfenster
Bis 2007 konnten die Vereine jederzeit Spieler verpflichten. Seit 2007 sind die Vereine an zwei Transferfenster gebunden. Das erste endet Ende Februar, das zweite findet in der Sommerpause zwischen Ende Juni und Ende Juli statt.

## Nationalitäten

### Spieler
Seit 1947 wurden 87 % aller Einsätze von Färingern bestritten. Den größten Anteil ausländischer Spieler stellen Dänemark (2,8 %) und Serbien (2,5 %) vor Polen (1,3 %). 2024 lag die Verteilung bei 74,4 % Färingern. Den größten Anteil der ausländischen Spieler stellte Dänemark mit 10,6 %. Dahinter folgten Norwegen (3,4 %), Schweden (2,8 %) und Serbien (1,5 %).

### Trainer
Seit 1947 wurden die Mannschaften der ersten Liga von 223 verschiedenen Trainern betreut, davon waren mit 100 knapp die Hälfte (45 %) Färinger. Das größte ausländische Kontingent stellten die Dänen mit 51 Trainern (23 %), gefolgt von den Isländern mit 17 Trainern (8 %) und den Serben beziehungsweise Jugoslawen mit 14 Trainern (6 %).

## Teilnehmer Saison 2025
- 07 Vestur
- B36 Tórshavn
- B68 Toftir
- EB/Streymur
- FC Suðuroy (Aufsteiger)
- HB Tórshavn (Pokalsieger 2024)
- KÍ Klaksvík
- NSÍ Runavík
- TB Tvøroyri (Aufsteiger)
- Víkingur Gøta (Meister 2024)

## Fernsehrechte
2009 wurden die Fernsehrechte für die nächsten vier Jahre für die Rekordsumme von 64 Mio. DKK an die Sportrechteagentur Kentaro vergeben. Zuvor lagen die Rechte bei Sportfive, welche ca. 11 Mio. DKK bezahlten.

## Zuschauer
Durchschnittlich werden die Spiele von ungefähr 500 Zuschauern besucht. Bestimmte Derbys erzeugen ein erhöhtes Zuschaueraufkommen, beispielsweise zwischen B36 Tórshavn und HB Tórshavn. Spiele von B36 Tórshavn, HB Tórshavn sowie EB/Streymur gegen KÍ Klaksvík und Spiele von EB/Streymur und NSÍ Runavík gegen HB Tórshavn sowie generelle Spitzenspiele ziehen in der Regel ebenfalls zwischen 1000 und 2000 Zuschauer an, in Ausnahmefällen auch bis zu 3000.

## Schiedsrichter
In der Regel leiten einheimische Schiedsrichter die Spiele. Die aktiven Schiedsrichter mit den meisten Einsätzen in der ersten Liga sind mit Stand Saisonende 2024 Eiler Rasmussen (388 Spiele) sowie Dagfinn Forná (351) und Rúni Gaardbo (284). Seit 2005 werden in jeder Saison einzelne Spiele von ausländischen Schiedsrichtern gepfiffen, welche bis auf dem auf den Färöern lebenden brasilianischen Referee Alex Troleis, der mittlerweile eingebürgert wurde, ausschließlich aus den nordischen Ländern stammen. Zuvor war dies bereits 1991 der Fall.

## Torschützenkönige (seit 1968)
| Jahr | Spieler                            | Mannschaft      | Tore      |
| ---- | ---------------------------------- | --------------- | --------- |
| 1968 | Baldvin Baldvinsson                | B36 Tórshavn    | 09        |
| 1969 | Heri Nolsøe                        | HB Tórshavn     | 11        |
| 1970 | unbekannt                          | unbekannt       | unbekannt |
| 1971 | Heri Nolsøe                        | HB Tórshavn     | 20        |
| 1972 | Heri Nolsøe                        | HB Tórshavn     | 20        |
| 1973 | John Eysturoy                      | HB Tórshavn     | 13        |
| 1974 | Beiggin Johannesen                 | HB Tórshavn     | 10        |
| 1975 | Beiggin Johannesen                 | HB Tórshavn     | 08        |
| 1976 | Heri Nolsøe                        | HB Tórshavn     | 14        |
| 1977 | Dave Jones                         | ÍF Fuglafjørður | 12        |
| 1978 | Ásmund Nolsøe                      | TB Tvøroyri     | 09        |
| 1979 | Meinhardt Dalbúð                   | ÍF Fuglafjørður | 17        |
| 1980 | Sveinbjørn Danielsson              | TB Tvøroyri     | 15        |
| 1981 | Suni Jacobsen                      | HB Tórshavn     | 14        |
| 1982 | Henrik Thomsen                     | TB Tvøroyri     | 09        |
| 1983 | Petur Hans Hansen                  | B68 Toftir      | 10        |
| 1984 | Aksel Højgaard                     | B68 Toftir      | 10        |
| 1985 | Símun Petur Justinussen            | GÍ Gøta         | 10        |
| 1986 | Jesper Wiemer                      | B68 Toftir      | 13        |
| 1987 | Símun Petur Justinussen            | GÍ Gøta         | 12        |
| 1988 | Jógvan Petersen                    | B68 Toftir      | 09        |
| 1989 | Egill Steinþórsson                 | VB Vágur        | 16        |
| 1990 | Jón Pauli Olsen                    | VB Vágur        | 10        |
| 1991 | Símun Petur Justinussen            | GÍ Gøta         | 15        |
| 1992 | Símun Petur Justinussen            | GÍ Gøta         | 14        |
| 1993 | Uni Arge                           | HB Tórshavn     | 11        |
| 1994 | John Petersen                      | GÍ Gøta         | 21        |
| 1995 | Súni Fríði Barbá (geb. Johannesen) | B68 Toftir      | 24        |
| 1996 | Kurt Mørkøre                       | KÍ Klaksvík     | 20        |
| 1997 | Uni Arge                           | HB Tórshavn     | 24        |
| 1998 | Jákup á Borg                       | B36 Tórshavn    | 20        |
| 1999 | Jákup á Borg                       | B36 Tórshavn    | 17        |
| 2000 | Súni Fríði Barbá (geb. Johannesen) | B68 Toftir      | 16        |
| 2001 | Helgi Petersen                     | GÍ Gøta         | 19        |
| 2002 | Andrew av Fløtum                   | HB Tórshavn     | 18        |
| 2003 | Hjalgrím Elttør                    | KÍ Klaksvík     | 13        |
| 2004 | Sonni Petersen                     | EB/Streymur     | 13        |
| 2005 | Christian Høgni Jacobsen           | NSÍ Runavík     | 18        |
| 2006 | Christian Høgni Jacobsen           | NSÍ Runavík     | 18        |
| 2007 | Sylla Amed Davy                    | B36 Tórshavn    | 18        |
| 2008 | Arnbjørn Theodor Hansen            | EB/Streymur     | 20        |
| 2009 | Finnur Justinussen                 | Víkingur Gøta   | 19        |
| 2010 | Arnbjørn Theodor Hansen            | EB/Streymur     | 22        |
| 2010 | Christian Høgni Jacobsen           | NSÍ Runavík     | 22        |
| 2011 | Finnur Justinussen                 | Víkingur Gøta   | 21        |
| 2012 | Páll Klettskarð                    | KÍ Klaksvík     | 22        |
| 2012 | Clayton Nascimento                 | ÍF Fuglafjørður | 22        |
| 2013 | Klæmint Olsen                      | NSÍ Runavík     | 21        |
| 2014 | Klæmint Olsen                      | NSÍ Runavík     | 22        |
| 2015 | Klæmint Olsen                      | NSÍ Runavík     | 21        |
| 2016 | Klæmint Olsen                      | NSÍ Runavík     | 23        |
| 2017 | Adeshina Lawal                     | Víkingur Gøta   | 17        |
| 2018 | Adrian Justinussen                 | HB Tórshavn     | 20        |
| 2019 | Klæmint Olsen                      | NSÍ Runavík     | 26        |
| 2020 | Klæmint Olsen                      | NSÍ Runavík     | 17        |
| 2020 | Uroš Stojanov                      | ÍF Fuglafjørður | 17        |
| 2021 | Mikkel Dahl                        | HB Tórshavn     | 27        |
| 2022 | Sølvi Vatnhamar                    | Víkingur Gøta   | 20        |
| 2023 | Sølvi Vatnhamar                    | Víkingur Gøta   | 21        |
| 2024 | Páll Klettskarð                    | KÍ Klaksvík     | 23        |

Seit 2019 ist Klæmint Olsen mit aktuell sechs Titeln (2013, 2014, 2015, 2016, 2019, 2020) Rekordhalter. Zuvor waren dies Heri Nolsøe (1969, 1971, 1972, 1976) und Símun Petur Justinussen (1985, 1986, 1991, 1992) mit je vier Titeln. Ebenfalls mehrmals erfolgreich waren Christian Høgni Jacobsen (2005, 2006, 2010), Beiggin Johannesen (1974, 1975), Uni Arge (1993, 1997), Jákup á Borg (1998, 1999), Súni Fríði Barbá (1995, 2000), Arnbjørn Theodor Hansen (2008, 2010), Finnur Justinussen (2009, 2011), Sølvi Vatnhamar (2022, 2023) und Páll Klettskarð (2012, 2024). Die meisten Tore konnte Mikkel Dahl mit 27 erzielen (2021). 1975 reichten bereits acht Tore für den Titel, es wurden allerdings nur zehn Spiele pro Mannschaft absolviert. Des Weiteren sind der Engländer Dave Jones, der Schwede Sveinbjørn Danielsson, der Isländer Egill Steinþórsson, der Ivorer Sylla Amed Davy, der Brasilianer Clayton Nascimento, der Nigerianer Adeshina Lawal, der Serbe Uroš Stojanov sowie der Däne Mikkel Dahl mit den 1977, 1980, 1989, 2007, 2012, 2017, 2020 beziehungsweise 2021 errungenen Titeln die einzigen ausländischen Spieler, welche Torschützenkönig werden konnten.
Bei den Mannschaften konnte HB Tórshavn mit 13 Titeln am häufigsten den Torschützenkönig stellen. Die weiteren mehrfach erfolgreichen Mannschaften sind NSÍ Runavík mit neun, B68 Toftir und GÍ Gøta mit jeweils sechs, Víkingur Gøta mit fünf, B36 Tórshavn, ÍF Fuglafjørður und KÍ Klaksvík mit jeweils vier, EB/Streymur und TB Tvøroyri mit jeweils drei sowie VB Vágur mit zwei Titeln.

## Bisherige Meister
| - 1942: KÍ Klaksvík - 1943: TB Tvøroyri - 1944: keine Austragung 2 - 1945: KÍ Klaksvík - 1946: B36 Tórshavn - 1947: SÍ Sørvágur - 1948: B36 Tórshavn - 1949: TB Tvøroyri - 1950: B36 Tórshavn - 1951: TB Tvøroyri - 1952: KÍ Klaksvík - 1953: KÍ Klaksvík - 1954: KÍ Klaksvík - 1955: HB Tórshavn - 1956: KÍ Klaksvík - 1957: KÍ Klaksvík - 1958: KÍ Klaksvík - 1959: B36 Tórshavn - 1960: HB Tórshavn - 1961: KÍ Klaksvík - 1962: B36 Tórshavn - 1963: HB Tórshavn - 1964: HB Tórshavn - 1965: HB Tórshavn - 1966: KÍ Klaksvík - 1967: KÍ Klaksvík - 1968: KÍ Klaksvík - 1969: KÍ Klaksvík | - 1970: KÍ Klaksvík - 1971: HB Tórshavn - 1972: KÍ Klaksvík - 1973: HB Tórshavn - 1974: HB Tórshavn - 1975: HB Tórshavn - 1976: TB Tvøroyri - 1977: TB Tvøroyri - 1978: HB Tórshavn - 1979: ÍF Fuglafjørður - 1980: TB Tvøroyri - 1981: HB Tórshavn - 1982: HB Tórshavn - 1983: GÍ Gøta - 1984: B68 Toftir - 1985: B68 Toftir - 1986: GÍ Gøta - 1987: TB Tvøroyri - 1988: HB Tórshavn - 1989: B71 Sandur - 1990: HB Tórshavn - 1991: KÍ Klaksvík - 1992: B68 Toftir - 1993: GÍ Gøta - 1994: GÍ Gøta - 1995: GÍ Gøta - 1996: GÍ Gøta - 1997: B36 Tórshavn | - 1998: HB Tórshavn - 1999: KÍ Klaksvík - 2000: VB Vágur - 2001: B36 Tórshavn - 2002: HB Tórshavn - 2003: HB Tórshavn - 2004: HB Tórshavn - 2005: B36 Tórshavn - 2006: HB Tórshavn - 2007: NSÍ Runavík - 2008: EB/Streymur - 2009: HB Tórshavn - 2010: HB Tórshavn - 2011: B36 Tórshavn - 2012: EB/Streymur - 2013: HB Tórshavn - 2014: B36 Tórshavn - 2015: B36 Tórshavn - 2016: Víkingur Gøta - 2017: Víkingur Gøta - 2018: HB Tórshavn - 2019: KÍ Klaksvík - 2020: HB Tórshavn - 2021: KÍ Klaksvík - 2022: KÍ Klaksvík - 2023: KÍ Klaksvík - 2024: Víkingur Gøta |

## Rekordmeister
| Titel | Mannschaft      | Saisons |
| ----- | --------------- | --- |
| 24    | HB Tórshavn     | 1955, 1960, 1963, 1964, 1965, 1971, 1973, 1974, 1975, 1978, 1981, 1982, 1988, 1990, 1998, 2002, 2003, 2004, 2006, 2009, 2010, 2013, 2018, 2020 |
| 21    | KÍ Klaksvík     | 1942, 1945, 1952, 1953, 1954, 1956, 1957, 1958, 1961, 1966, 1967, 1968, 1969, 1970, 1972, 1991, 1999, 2019, 2021, 2022, 2023                   |
| 11    | B36 Tórshavn    | 1946, 1948, 1950, 1959, 1962, 1997, 2001, 2005, 2011, 2014, 2015                                                                               |
| 07    | TB Tvøroyri     | 1943, 1949, 1951, 1976, 1977, 1980, 1987 |
| 06    | GÍ Gøta         | 1983, 1986, 1993, 1994, 1995, 1996 |
| 03    | B68 Toftir      | 1984, 1985, 1992 |
| 03    | Víkingur Gøta   | 2016, 2017, 2024 |
| 02    | EB/Streymur     | 2008, 2012 |
| 01    | SÍ Sørvágur     | 1947 |
| 01    | ÍF Fuglafjørður | 1979 |
| 01    | B71 Sandur      | 1989 |
| 01    | VB Vágur        | 2000 |
| 01    | NSÍ Runavík     | 2007 |

## Erwähnenswertes
- HB Tórshavn ist der einzige Verein, der bisher jedes Jahr in der 1. Liga (einschließlich Meistaradeildin) spielte.
- Daneben musste GÍ Gøta (Aufstieg 1980) ebenfalls keinen Abstieg hinnehmen. Diese Mannschaft ging 2008 allerdings nach einer Fusion in Víkingur Gøta auf.
- Von 1966 bis 1970 gewann KÍ Klaksvík fünf Meisterschaften in Folge.
- Die knappste Meisterschaft ging 1952 an KÍ Klaksvík, die sich aufgrund des besseren Torquotienten gegen TB Tvøroyri durchsetzten. Nur ein Tor gab hierbei den Ausschlag.
- Der amtierende Meister stieg bisher zwei Mal aus der ersten Liga ab. 1988 traf es TB Tvøroyri, 1990 B71 Sandur.
- Am häufigsten Vizemeister wurde HB Tórshavn (20 Mal), gefolgt von B36 Tórshavn (15), KÍ Klaksvík (12) und TB Tvøroyri (10).
- Die beste Platzierung als Aufsteiger wurde 1989 erzielt, als B71 Sandur auf Anhieb den Meistertitel errang. 1988 erreichte B36 Tórshavn als Aufsteiger den dritten Platz. Den vierten Platz belegten in ihrer Aufstiegssaison GÍ Gøta (1980), B68 Toftir (1981), ÍF Fuglafjørður (1988), MB Miðvágur (1990) und NSÍ Runavík (2024).
- ÍF Fuglafjørður wechselte am häufigsten zwischen der ersten und zweiten Liga die Klasse. Neun Mal stand ein Ab- und acht Mal ein Aufstieg zu Buche. Dahinter folgen NSÍ Runavík, TB Tvøroyri und B71 Sandur mit jeweils fünf Auf- und Abstiegen.
- In elf Jahren gab es Relegationsduelle um den Auf- und Abstieg zwischen dem Neuntplatzierten der ersten Liga und dem Zweitplatzierten der zweiten Liga, zuletzt 2020. Die meisten davon bestritt B71 Sandur mit vier und verlor sie alle. Insgesamt war der Erstligist neunmal siegreich, der Zweitligist lediglich dreimal.

## Rekorde

### Spieler

#### Einsätze
Nachfolgend eine Auflistung der Spieler mit den meisten Einsätzen im Wettbewerb seit 1978. Fett markierte Spieler sind noch aktiv. Bei mehreren Vereinen ist der aktuelle Verein fett markiert.

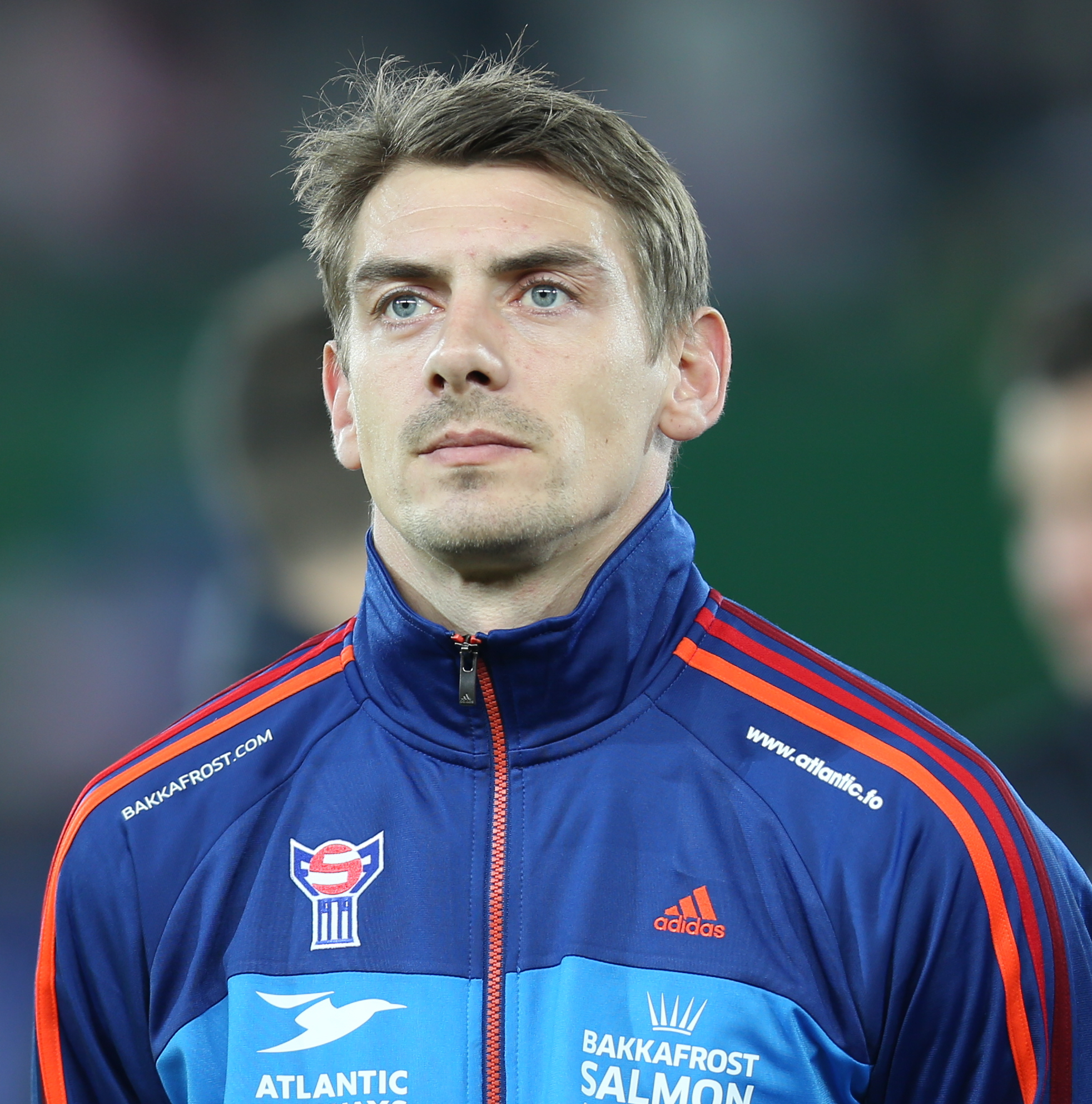
Rekordspieler Fróði Benjaminsen

| Platz | Spieler               | Verein                                                                                                 | Einsätze | Spielzeiten |
| ----- | --------------------- | --- | -------- | ----------- |
| 1     | Fróði Benjaminsen     | HB Tórshavn (221) B68 Toftir (139) B36 Tórshavn (72) NSÍ Runavík (26) Skála ÍF (24) Víkingur Gøta (21) | 503      | 1994–2019   |
| 2     | Atli Gregersen        | Víkingur Gøta (400) GÍ Gøta (55)                                                                       | 455      | 2004–       |
| 3     | Hjalgrím Elltør       | KÍ Klaksvík (324) NSÍ Runavík (67) B36 Tórshavn (27)                                                   | 418      | 2000–2018   |
| 3     | Hans Pauli Samuelsen  | EB/Streymur (344) Víkingur Gøta (47) B36 Tórshavn (27)                                                 | 418      | 2002–2021   |
| 5     | Heðin á Lakjuni       | KÍ Klaksvík (314) NSÍ Runavík (50) B36 Tórshavn (36) HB Tórshavn (17)                                  | 417      | 1995–2015   |
| 6     | Egil á Bø             | EB/Streymur (258) B36 Tórshavn (83) ÍF Fuglafjørður (52) NSÍ Runavík (17)                              | 410      | 1994–2015   |
| 7     | Sølvi Vatnhamar       | Víkingur Gøta                                                                                          | 405      | 2008–       |
| 8     | Andy Olsen            | ÍF Fuglafjørður (200) NSÍ Runavík (173) KÍ Klaksvík (27)                                               | 400      | 2003–2020   |
| 9     | Klæmint Olsen         | NSÍ Runavík                                                                                            | 399      | 2007–       |
| 10    | Jónhard Frederiksberg | NSÍ Runavík (194) Skála ÍF (177) EB/Streymur (27)                                                      | 398      | 2002–2019   |

#### Tore
Nachfolgend eine Auflistung der erfolgreichsten Torschützen im Wettbewerb seit 1968. Fett markierte Spieler sind noch aktiv. Bei mehreren Vereinen ist der aktuelle Verein fett markiert.

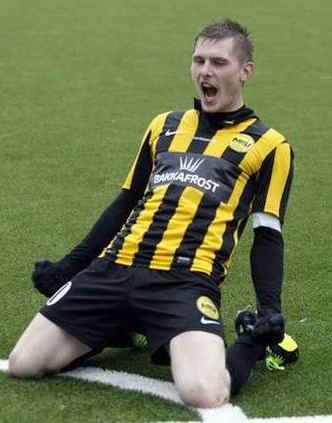
Rekordtorschütze Klæmint Olsen

| Platz | Spielerin               | Verein                                                                                            | Tore | Spielzeiten |
| ----- | ----------------------- | ------------------------------------------------------------------------------------------------- | ---- | ----------- |
| 1     | Klæmint Olsen           | NSÍ Runavík                                                                                       | 239  | 2007–       |
| 2     | Páll Klettskarð         | KÍ Klaksvík (199) Víkingur Gøta (7)                                                               | 206  | 2007–       |
| 3     | Arnbjørn Theodor Hansen | EB/Streymur (149) HB Tórshavn (7)                                                                 | 156  | 2004–2022   |
| 4     | Jákup á Borg            | B36 Tórshavn (121) HB Tórshavn (32)                                                               | 153  | 1996–2016   |
| 5     | John Petersen           | B36 Tórshavn (104) GÍ Gøta (40) B68 Toftir (3)                                                    | 147  | 1993–2009   |
| 5     | Sølvi Vatnhamar         | Víkingur Gøta                                                                                     | 147  | 2008–       |
| 7     | Fróði Benjaminsen       | HB Tórshavn (76) B68 Toftir (37) B36 Tórshavn (22) NSÍ Runavík (4) Víkingur Gøta (4) Skála ÍF (2) | 145  | 1994–2019   |
| 8     | Súni Fríði Barbá        | B68 Toftir (94) HB Tórshavn (28) GÍ Gøta (7) AB Argir (6) NSÍ Runavík (5)                         | 140  | 1991–2008   |
| 8     | Kurt Mørkøre            | KÍ Klaksvík (125) LÍF Leirvík (8) B68 Toftir (7)                                                  | 140  | 1986–2005   |
| 10    | Finnur Justinussen      | Víkingur Gøta                                                                                     | 130  | 2009–       |

### Vereine

#### Punkte
- Vier Mannschaften gelang es, eine Saison lang verlustpunktfrei zu bleiben. Dies waren in der Meistaradeildin TB Tvøroyri 1949, KÍ Klaksvík 1969 sowie HB Tórshavn 1973 und 1975. HB gab hierbei jeweils in zehn Spielen keinen Punkt ab. 1973 blieb HB zudem in allen Pokalspielen siegreich. Die beste Saison nach Einführung der 1. Deild 1976 spielte KÍ Klaksvík 2022. Von 27 Spielen wurden 25 gewonnen, die restlichen beiden Spiele endeten unentschieden. ÍF Fuglafjørður blieb 1979 in 14 Spielen ungeschlagen und konnte 25:3 Punkte bei einem Torverhältnis von 34:9 erreichen. 1980 erreichte TB Tvøroyri zwar ebenfalls 25:3 Punkte bei einem Torverhältnis von 52:10, allerdings stand hierbei eine Niederlage zu Buche. Ungeschlagen blieben ansonsten noch HB Tórshavn 1978, welche 20:4 Punkte und 25:13 Tore erzielen konnten, sowie B71 Sandur 1989 mit 31:5 Punkten und 37:13 Toren.
- Die höchste Punktzahl nach Einführung der Drei-Punkte-Regel 1995 erzielte bei 18 Spieltagen B36 Tórshavn 1997 mit 48. Bei 27 Spieltagen liegt der Rekord bei 77 Punkten, aufgestellt von KÍ Klaksvík im Jahre 2022.
- Fünf Mannschaften holten in einer Saison keinen einzigen Punkt. Dies waren in der Meistaradeildin MB Miðvágur 1947, B36 Tórshavn II 1948, VB Vágur 1949 und TB Tvøroyri 1963 sowie nach Einführung der 1. Deild NSÍ Runavík 1976. NSÍ bestritt hierbei mit zwölf die größte Anzahl an Spielen und erzielte dabei ein Torverhältnis von 6:47.

#### Tore
- Die meisten Tore mit 6,00 im Schnitt erzielte HB Tórshavn 1971 (60 Tore in 10 Spielen), nach Einführung des Ligaspielbetriebs 1976 steht der Rekord bei 3,71 Toren im Schnitt (52 Tore in 14 Spielen), aufgestellt von TB Tvøroyri 1980.
- Die wenigsten Gegentore kassierte mit 0,17 im Schnitt VB Vágur 1947 (1 Gegentor in 6 Spielen), nach 1976 liegt die Bestmarke bei 0,3 Gegentoren im Schnitt, aufgestellt von KÍ Klaksvík 2022 (7 Gegentore in 27 Spielen)
- Die beste Tordifferenz wies mit +5,00 im Schnitt HB Tórshavn 1971 auf (+50 bei 10 Spielen), nach 1976 hält die Bestleistung seit 2021 KÍ Klaksvík mit +3,22 pro Spiel (+87 bei 27 Spielen)
- Nur 0,20 Tore im Schnitt gelangen B36 Tórshavn II 1948 (1 Tor in 5 Spielen), nach 1976 liegt der niedrigste Schnitt bei 0,50 Toren pro Spiel, aufgestellt durch NSÍ Runavík 1976, Fram Tórshavn 1977 (jeweils 6 Tore in 12 Spielen) sowie von LÍF Leirvík 1989 (9 Tore in 18 Spielen).
- 5,80 Gegentore im Schnitt kassierten B36 Tórshavn II 1948 (29 Gegentore in 5 Spielen) sowie ÍF Fuglafjørður 1971 (58 Gegentore in 10 Spielen), nach 1976 kassierte die meisten mit einem Schnitt von 4,22 pro Spiel FS Vágar 2001 (76 Gegentore in 18 Spielen).
- B36 Tórshavn II hält mit einer durchschnittlichen Tordifferenz von −5,60 (−28 bei 5 Spielen), aufgestellt 1948, auch in dieser Sparte die negative Bestmarke. Nach 1976 liegt der Negativrekord bei −3,42 pro Spiel (−41 bei 12 Spielen), aufgestellt von NSÍ Runavík 1976.

## UEFA-Fünfjahreswertung
Platzierung in der UEFA-Fünfjahreswertung:
(in Klammern die Vorjahresplatzierung). Die Kürzel CL, EL und CO hinter den Länderkoeffizienten geben die Anzahl der Vertreter in der Saison 2025/26 der Champions League, der Europa League sowie der Conference League an.
- 36.  (39)  Armenien (Liga, Pokal) – Koeffizient: 10.625 – CL: 1, EL: 0, CO: 3
- 37.  (35)  Lettland (Liga, Pokal) – Koeffizient: 10.625 – CL: 1, EL: 0, CO: 3
- 38.  (43)  Färöer (Liga, Pokal) – Koeffizient: 10.375 – CL: 1, EL: 0, CO: 3
- 39.  (41)  Bosnien und Herzegowina (Liga, Pokal) – Koeffizient: 10.000 – CL: 1, EL: 0, CO: 3
- 40.  (34)  Liechtenstein (Pokal) – Koeffizient: 10.000 – CL: 0, EL: 0, CO: 1

Stand: Ende der Europapokalsaison 2023/24